# Новоселов, Иван Панфилович
Иван Панфилович Новоселов (05(17).09.1885 — 26.05.1923?) — известный анархист, партизанский командир периода Гражданской войны в Сибири.
Родился 05.09.1885 г. в деревне Баяракской Кузнецкого уезда Томской губернии (ныне Промышленновский район Кемеровской области) в семье крестьянина Панфила Кирилловича Новоселова и его жены Евдокии Еремеевны. В 1905 году женился на крестьянке Любови Ивановне Змазневой. В 1907—1910 гг. проходил службу в Русской императорской армии в Харбине санитаром. В 1910—1911 гг. работал в Харбине вольнонаёмным.
В 1912 г. вернулся с семьёй в д. Баярак. В 1913—1914 гг. работал на своей заимке в 3 км от деревни. В январе 1915 г. призван в армию санитаром на Юго-Западном фронте. В 1916 г. переведён во вновь организованную 136-ю пехотную дивизию на Северный фронт, в район Риги. Был медицинским фельдшером в дивизионном лазарете. Вступил в Петроградскую федерацию анархистов под руководством И. П. Блейхмана и А. Г. Железнякова.
К 1918 г. И. П. Новоселов был членом дивизионного комитета солдатских и офицерских депутатов. В феврале 1918 г. Новоселов был демобилизован с чином младшего унтер-офицера и прибыл в свою деревню.
В апреле 1918 года из И. П. Новоселов вместе со своим земляком М. И. Скударновым создал сельскохозяйственную коммуну «Анархия». В марте 1918 г. он вступил в Томскую организацию анархистов. И. П. Новоселов на I съезде Советов Щегловского уезда был секретарём съезда, а также избран членом Щегловского Совдепа. Работал некоторое время секретарём Гурьевзаводского Совдепа. В период мая-июня 1918 г. участвовал в боях с чехами и войсками Временного сибирского правительства. Был вытеснен в Алтайскую губернию.
03.07.1919 г. отряд И. П. Новоселова — В. П. Шевелева-Лубкова соединился с отрядом Г. Ф. Рогова. Отряды объединились. Командиром объединённого отряда был избран И. П. Новоселов. Через 10 дней объединённый отряд был рассеян, и Новоселов увёл остатки отряда в Чернь.
В конце сентября отряд Рогова начал осаду церкви с. Сорокинского. 1 октября к осаде присоединился отряд И. П. Новоселова, пришедший из Мариинской тайги. Были проведены выборы командира отряда. На этот раз командиром был выбран Г. Ф. Рогов, помощником — И. П. Новоселов, функции комиссара выполнял М. Ворожцов («Анатолий»). Весь октябрь 1919 г. продолжались бои с войсками белогвардейцев.
6 декабря 1919 г. отряд Рогова разделился: от 500 до 1000 человек ушло к «Анатолию». Остальные остались у Рогова. В тот же день Г. Ф. Роговым и И. П. Новоселовым была сформирована колонна в 2000—2500 человек, которая, по просьбе местного ревкома, направилась в г. Кузнецк. С 9 по 12 декабря отряд Рогова находился в Кузнецке. Были устроены показательные суды и казни. Кроме отряда Рогова, в городе побывали ещё 8 партизанских отрядов. В Кузнецке было убито около 200 человек. Ещё около 200 человек разными отрядами было уничтожено в Кузнецком и Щегловском уезде.
Не выдержав лобового удара 3-й армии Колчака, Рогов и Новоселов решили перевести отряд в с. Бачатское и д. Панфилово. 23 декабря Новоселов с Роговым и другими сторонниками была арестованы. С 14 января 1920 г. арестованные содержались в г. Новониколаевске.
Новоселов, сбежавший из-под стражи 13 февраля 1920 г., начал формировать новый отряд уже для борьбы с большевиками, по его понятию — «предателями революции». Уже через неделю он появился в монастыре у с. Монастырского.
3 мая 1920 г. объединённый отряд Рогова-Новоселова напал на с. Кытманово. В июле-декабре 1920 г. отряд Новоселова оперировал между с. Жуланиха, р. Суенга и р. Бердь. 21 января 1921 г. отряд Новоселова атаковал продотряд в окрестностях Хмелёвки и захватил в плен 60 вооружённых продотрядовцев.
12 марта 1921 г. отряд Новоселова численностью до 80 человек вошёл на лыжах на территорию Алтайской губернии в районе д. Хмелёвки. 4 апреля в бою с войсками недалеко от с. Жуланиха отряд Новоселова потерял убитыми 16 человек и ушёл по направлению на Кузнецк. В августе-октябре 1921 г. Новоселов с отрядом в 25 человек находился в Кондомской и Мрасской инородческих волостях Кузнецкого уезда.
В конце октября 1921 г. отряд Новоселова опять появился в Алтайской губернии. 25 октября Новоселова настиг отряд советских войск, но Новоселов сумел выйти из боя и ушёл опять в направлении Кузнецка. Осень и зиму 1921—1922 гг. отряд Новоселова провёл в Верх-Кондомской и Мрасской волостях. К весне 1922 г. у Новоселова осталось порядка 10 человек.
С началом лета 1922 г. Новоселов ушёл в Монголию. В начале весны 1923 г. Новоселов прибыл нелегально в Щеглов. Поселился в посёлке Щетинкин Лог — щегловской «нахаловке»[что?], где можно было затеряться. В один из дней, когда сообщники собрались у Новоселова, ГПУ взяло Новоселова под арест. По распоряжению И. П. Павлуновского арестант был перемещён в Барнаул. Содержался в секретной камере при комендатуре. Предположительно, был казнён в ночь на 26 мая 1923 г. в Барнауле.